# Rallus eivissensis
Rallus eivissensis – opisany w 2005 roku wymarły gatunek chruściela występującego od późnego plejstocenu do wczesnego holocenu na terytorium Ibizy.

## Występowanie
Skamieniałe szczątki Rallus eivissensis odkryto jedynie na Ibizie, wyspie z grupy Pitiuzy w archipelagu Baleary. Materiał paleontologiczny wykryto w osadach jaskini Es Pouàs.

## Cechy gatunku
Gatunek ten był spokrewniony z wodnikiem zwyczajnym (Rallus aquaticus). Prawdopodobnie był do niego podobny. Rallus eivissensis charakteryzował się mniejszymi rozmiarami od swojego protoplasty, natomiast miał potężniejszą budowę. Miał krótsze i bardziej wytrzymałe kończyny dolne oraz krótsze skrzydła. Cecha ta powodowała trudności lub nawet niemożność czynnego lotu. Wskazywać na to może również niemożność odnalezienia szczątków tego gatunku na sąsiadującej wyspie Formentera.

## Biotop
Według przypuszczeń badaczy siedliska Rallus eivissensis znajdowały się w okolicach nizinnych bagien słonowodnych, pomimo że ówczesne tereny Ibizy były gęsto porośnięte lasami, co z kolei przyczyniało się również do większego rozpowszechnienia obszarów słodkowodnych.

## Ewolucja
Wykształcenie się gatunku Rallus eivissensis było możliwe dzięki specyfice wyspy Ibiza. Jej izolacja spowodowała, że na jej terenie nie występowały niemalże żadne gatunki ssaków, w tym przede wszystkim drapieżniki naziemne. Pod względem występujących tam sieci troficznych Ibiza i inne wyspy Pitiuzów przypominały bardziej hawajską wyspę Molokaʻi niż sąsiadującą z Ibizą Majorkę lub Minorkę. Te właściwości dały impuls ewolucyjny charakterystyczny dla odizolowanych wysp, na których szereg gatunków ptaków ewoluuje stopniowo do form nielotnych.

## Przyczyny wyginięcia
Ocenia się, że gatunek wyginął pomiędzy 5300 a 4350 rokiem p.n.e. Okres wymarcia Rallus eivissensis pokrywa się z czasem przybycia pierwszych ludzi na tereny Ibizy. Prawdopodobnymi przyczynami wymarcia były również mała liczebność populacji oraz ograniczona zdolność ptaków do lotu. Pojawienie się ludzi na wyspie spowodowało wprowadzenie obcych gatunków ssaków lądowych, jak również rozpoczęcie polowań na ten gatunek chruściela.